# Tratado de Montevidéu de 1960
O Tratado de Montevidéu de 1960 (em castelhano: Tratado de Montevideo de 1960) foi um acordo internacional firmado entre as repúblicas da Argentina, Brasil, Colômbia, Chile, Equador, México, Paraguai, Peru, Uruguai e Venezuela, que criou a Associação Latino-Americana de Livre Comércio (ALALC), a qual propôs a redução de tarifas e de comércio livre entre os seus membros. Contudo, devido aos problemas económicos e políticos dos países signatários, a integração não prosperou. Apesar disso, foi um excelente antecedente das negociações regionais que culminariam no Tratado de Assunção, em 1991.